# Textdeckung
Textdeckung (auch: Textabdeckung) ist der Anteil, den ein einzelnes Wort oder eine definierte Wortgruppe am Wortschatz eines Textes oder auch eines Textkorpus hat.

## Bedeutung
Die Textdeckung ist das entscheidende Kriterium für die Sprachdidaktik, wenn es darum geht, den Grundwortschatz einer Sprache zu erarbeiten. Dabei ist der Grundwortschatz derjenige Teil des Wortschatzes, dessen Kenntnis es ermöglicht, einen sehr hohen Anteil der Wörter eines beliebigen Textes zu verstehen. Pfeffer unterteilt den Grundwortschatz in eine „Grundstufe“, die die 1285 häufigsten Wörter enthält, und eine darauf aufbauende „Mittelstufe“. Schaut man sich die 22 Textanalysen sehr unterschiedlicher Themenbereiche an, so kann man feststellen, dass mit dem Wortschatz der Grundstufe in jedem Fall über 60 %, mit dem der Grund- und Mittelstufe zusammen über 80 %, in vielen Fällen über 90 % des jeweiligen Textwortschatzes bekannt sind. In einer neueren Untersuchung heißt es: „Die wenigen Studien, die für das Deutsche publiziert sind, deuten darauf hin, dass die ersten 2 000 Wörter eine Textdeckung von 80 Prozent erreichen.“
Für das Chinesische wird berichtet, dass nach Einschätzung chinesischer Wissenschaftler mit 3000 Wörtern eine Textdeckung „gewöhnlicher Texte“ von ca. 86 %, mit 5000 eine solche von ca. 91 % und mit 8000 Wörtern 95 % erreicht wird.
Auch Implikationen für die Stilistik können angeführt werden: So erwähnt Kempgen, dass in der Umgangssprache eine wesentlich höhere Textdeckung zu beobachten ist als in der Sprache der Literatur. Eine relativ niedrige Textdeckung durch den Grundwortschatz deutet auf einen sprachlich anspruchsvollen Text hin.

## Problem
Um die Textdeckung zu erarbeiten, muss geklärt werden, was als Wort (Lexem) oder Wortform berücksichtigt werden soll. So kann man etwa die verschiedenen Flexionsformen des Substantivs „Mann“ zu einem Wort zusammenfassen oder auch je einzeln werten. Auch die Bewertung von Homonymen und Polysemen muss geklärt werden, um nur einige Aspekte zu erwähnen. Rosengren wird dem insofern gerecht, als sie die Textdeckung der sogenannten laufenden Wörter und getrennt davon die der verschiedenen Wörter aufführt.